# Aconitum namlaense
Aconitum namlaense är en ranunkelväxtart som beskrevs av Wen Tsai Wang. Aconitum namlaense ingår i släktet stormhattar, och familjen ranunkelväxter. Inga underarter finns listade i Catalogue of Life.